# (190283) Schielicke
(190283) Schielicke est un astéroïde de la ceinture principale.

## Description
(190283) Schielicke est un astéroïde de la ceinture principale. Il fut découvert le 12 septembre 1991 à Tautenburg par Freimut Börngen et Lutz Dieter Schmadel. Il présente une orbite caractérisée par un demi-grand axe de 2,25 UA, une excentricité de 0,21 et une inclinaison de 4,5° par rapport à l'écliptique.